# Raoul Lemaire
Raoul Lemaire (1884-1972), négociant en grains, sélectionneur-obtenteur de blé, créateur de la méthode Lemaire-Boucher, il est un des fondateurs de l'agriculture biologique en France. Il s'est battu contre les gros importateurs de blés, les organismes agricoles étatiques dont l'INRA, dénonçant le recours aux moyens chimiques ainsi que les pollutions qui s'ensuivent. Dans les années 1950 il a participé activement au mouvement de Pierre Poujade.

## Biographie
Raoul Lemaire naît à Villers-Bretonneux dans une famille d'épiciers, de négociants en vin et en grain. Il perd son père à l’âge de dix ans. Sa mère, secondée par le fils ainé, Ernest, abandonne l'activité d'épicier et de buvette pour se concentrer sur le négoce. De douze à quatorze ans, Raoul va à l'École supérieure de Corbie tout en exerçant des activités liées à l'affaire familiale ; il commence alors à travailler dans la meunerie et le commerce des blés. Sportif, quoique non indemne de soucis de santé, il est victime en 1907 d'un accident de la circulation qui le laisse immobilisé 18 mois ; un traitement hydrothérapique lui permet de se rétablir : il en gardera un fervent attachement à la médecine naturelle.
De 1908 à 1909, il suit des cours à l’école d’agriculture du Chesnoy, dans le Loiret, puis prend la tête de l'affaire familiale. Il s'établit à Roye en 1913. À la recherche de semences, des voyages d'affaires le mènent en Russie et en Angleterre.
Réformé en 1914, il se porte volontaire, comme ambulancier, en 1916 ; il est de nouveau réformé en 1917.
Il se marie en 1920 avec Marguerite Leroy à Villers-Bretonneux. De leur union naitront quatre fils, tous associés à ses affaires : Jean-Louis (1924-1999), Claude (1930-1996), Jean-François (né en 1933), et Pierre-Bernard (1936-1981).
Du fait des importantes destructions dues à la guerre, Raoul Lemaire s'établit à Amiens, de 1920 à 1923, avant de pouvoir retourner à Roye où il construit alors de nouveaux bâtiments.
En 1924, il y fonde une ferme expérimentale de 84 hectares. En 1928, il obtient la médaille d’or du concours agricole de Paris pour sa découverte de blés pouvant être semés aussi bien au printemps qu'à l'automne, les bi-blés. En 1929, avec l'aide d’Émile Sirodot, il met au point le premier d'une série de blés de force boulangère (série qu'il appellera « Champion » quelques années plus tard, et qui comptera les variétés Providence, Géfir et Sully). Dans les années 1930, il est à la fois le meunier, le boulanger et le fabricant de pâtes alimentaires de ses obtentions de blé. Ses boulangeries à Roye, Versailles et Paris vendent un pain naturel sur levain, le « pain Lemaire ».
Il est nommé officier du mérite agricole en 1932.
En 1934, épuisé, il est amené à suivre un traitement préconisé par le docteur Paul Carton.
Peu après 1936, il s'installe à Compiègne. L'exode le mène dans le Gers ; il se fixe à Niort en 1941, où il fonde le Service de vente des blés Lemaire. Durant la Seconde Guerre mondiale, ses installations de Roye subissent d’importants dommages.
En 1946, Raoul Lemaire transfère le siège du SVB Lemaire à Angers.
De 1947 à 1950, il enseigne à l'École supérieure d'agricultures d'Angers (dépendante de l’Université catholique de l'Ouest) qui dispose de la ferme expérimentale d’Avrillé.
Il fait la connaissance en 1957 de Charles Roudaut, industriel spécialisé dans la transformation du lithothamne, une algue riche en magnésium, élément important de la méthode Lemaire-Boucher développée ensuite.
Le 10 avril 1962, le statut juridique du Service de Vente des Blés Lemaire change : l'établissement devient une SARL.
C'est à la suite de sa rencontre avec Jean Boucher, spécialiste de l’humus et du compostage, que naît la méthode d'agriculture biologique Lemaire-Boucher en 1963. Raoul Lemaire fait dès lors la promotion de l’agriculture biologique, en qualité de membre de l’Association française d’agriculture biologique (AFAB) et de l’Association française pour une alimentation naturelle (AFRAN). Il entend démontrer que la santé de l'homme, de l'animal et des plantes, dépend de l'équilibre biologique du sol. Aussi, il aime rappeler la phrase du professeur Delbet, prononcée en 1934 devant l'Académie de médecine : « Aucune activité humaine, pas même la médecine, n'a autant d'importance pour la santé que l'agriculture. »
Le 26 mars 1964, il fonde la Société de Gestion de l’Information Agrobiologique pour diffuser le journal Agriculture et vie. Le 30 avril 1964, pour assurer la commercialisation des produits issus des blés cultivés suivant la méthode Lemaire-Boucher sont créées deux sociétés, SDP Lemaire et les Moulins de Jarry. C'est au cours de cette même année 1964 qu'il confie la direction du SVB Lemaire à ses fils Pierre-Bernard et Jean-François ; il conservera une influence par le biais de la publication Agriculture et Vie.
Raoul Lemaire décède le 19 novembre 1972 dans sa maison d'Écouflant.
En mars 1973 est créée la société de vente par correspondance Du Sol à la Table.
Les archives du fonds Raoul Lemaire sont entrées par voie extraordinaire aux archives municipales d’Angers entre le 2 et le 16 mai 2007.

## Méthode Lemaire-Boucher
En 1959, il entreprend la réalisation d'une méthode d'agriculture excluant l'emploi des fertilisants artificiels et des pesticides chimiques. Elle consiste notamment à utiliser un amendement organique à base d’algues, commercialisé sous le nom de Calmagol. Cet amendement minéral des sols censé favoriser des « transmutations biologiques » découvertes par le Louis Kervran est contesté par une partie du monde scientifique, bien qu’utilisée dans l’industrie au Japon à l’époque.
Scientifique et fervent catholique, Raoul Lemaire conçoit l'agriculture biologique comme une doctrine faisant confiance à la vie, dont le but est de concilier la fertilité des terres en stimulant les micro-organismes et la santé de l'homme. La science doit servir la nature et non venir la contrarier.

## Engagement politique
Il est conseiller général du canton de Corbie (dans la Somme) de 1919 à 1923.
La loi du 14 août 1936 intègre des dispositions techniques qu'il a soutenues auprès d'Adéodat Compère-Morel et de Prosper Convert.
En 1936, il se présente aux sénatoriales à Nice.
Après la Seconde Guerre mondiale, Raoul Lemaire se rapproche de Pierre Poujade. Dès 1955, il échange une correspondance importante avec l’Union de défense des commerçants et artisans. Il devient président de l’Union de défense des agriculteurs de France (UDAF), mouvement agricole poujadiste, et se présente, vainement, sous ces couleurs aux élections législatives, dans le Maine-et-Loire, de 1956 et de 1958. En 1957, Raoul Lemaire préside le Rassemblement paysan créé à l’initiative d’Henri Dorgères (avec qui il était entré en contact en 1954). Il exige notamment le respect de la loi de 1936 sur l'équilibre des salaires entre paysans et ouvriers en tentant un recours devant le Conseil d'État.
Le mouvement de Poujade s’arrêtant, Raoul Lemaire met un terme à son engagement politique public. P. Poujade et R. Lemaire continueront à correspondre jusqu'au milieu des années 1960. Par ailleurs, dans un livre publié en 1995, l’écrivain d’extrême droite Henry Coston cite une lettre que lui a adressée R. Lemaire le 19 février 1958 et par laquelle celui-ci lui demande un rendez-vous afin d'évoquer ensemble la situation de la France.

## Distinctions
- Officier de l'ordre du Mérite agricole